# Catocala centralasiae
Catocala centralasiae là một loài bướm đêm trong họ Erebidae.